# Giel Haenen
Giel Haenen (Eijsden, 2 de junio de 1934-Maastricht, 30 de septiembre de 2024) fue un futbolista y entrenador de fútbol neerlandés que jugó en la posición de defensa.

## Carrera

### Club
| Periodo   | Club            | Apariciones | Goles |
| --------- | --------------- | ----------- | ----- |
| 1954-1955 | MVV Maastricht  | 0           | 0     |
| 1956–1961 | Rapid JC        | 141         | 26    |
| 1961–1966 | MVV Maastricht  | 138         | 15    |
| 1966–1967 | Fortuna Sittard | 33          | 2     |

### Selección nacional
Jugó para Países Bajos en una ocasión el 29 de abril de 1964 en la derrota por 0-1 ante Suecia.

### Entrenador
| Periodo   | Club      |
| --------- | --------- |
| 1967–1969 | RIOS '31  |
| 1969–1973 | VV Caesar |
| 1973–1980 | RKSV Heer |
| 1981–1991 | RKHSV     |